# 齐骥
齐骥（1954年10月—），辽宁昌图人。中国共产党党员。哈尔滨建筑工程学院（后并入哈尔滨工业大学）建筑结构工程专业毕业，研究生学历，工学硕士学位，高级工程师。历任中国建筑标准技术研究所工程师、高级工程师、副所长，中国建筑技术研究院院长助理、副院长，建设部标准定额司司长、办公厅主任、人事教育司司长、副部长等职。2008年3月，继续担任改组后的住房和城乡建设部副部长。